# Apirak Kosayothin
Apirak Kosayothin (thaï : อภิรักษ์ โกษะโยธิน ; RTGS : Aphirak Kosayothin) est un homme politique thaïlandais né le 30 mars 1961 à Nonthaburi. 
Membre du Parti démocrate, il est élu en 2004 14e gouverneur de Bangkok et est réélu en octobre 2008, mais démissionne un mois plus tard pour des accusations de corruption. Il devient par la suite conseiller auprès du Premier ministre Aphisit Wetchachiwa. 
Il est ensuite membre de la Chambre des représentants lors d'une élection partielle en décembre 2010 dans la seconde circonscription de Bangkok, et est réélu lors des élections législatives de 2011 en huitième position sur la liste du parti. Il démissionne le 8 décembre 2013, en même temps que tous les représentants démocrates, pour contester la politique de Yingluck Shinawatra et de son gouvernement.

## Résultats électoraux

### Élections législatives
| Année | Parti | Parti | Circonscription     | 1er tour            | 1er tour            | 1er tour            | 1er tour |
| Année | Parti | Parti | Circonscription     | Voix                | %                   | Rang                | Issue    |
| ----- | ----- | ----- | ------------------- | ------------------- | ------------------- | ------------------- | -------- |
| 2010  |       | DEM   | 2e de Bangkok       | 71 072              | 68,68               | 1er                 | Élu      |
| 2011  |       | DEM   | Liste proportionnel | Liste proportionnel | Liste proportionnel | Liste proportionnel | Élu      |

### Élections locales

#### Gouverneur de Bangkok
| Année | Parti | Parti | 1er tour | 1er tour | 1er tour | 1er tour |
| Année | Parti | Parti | Voix     | %        | Rang     | Issue    |
| ----- | ----- | ----- | -------- | -------- | -------- | -------- |
| 2004  |       | DEM   | 911 441  | 38,20    | 1er      | Élu      |
| 2008  |       | DEM   | 991 018  | 45,93    | 1er      | Élu      |